# Mesir macunu

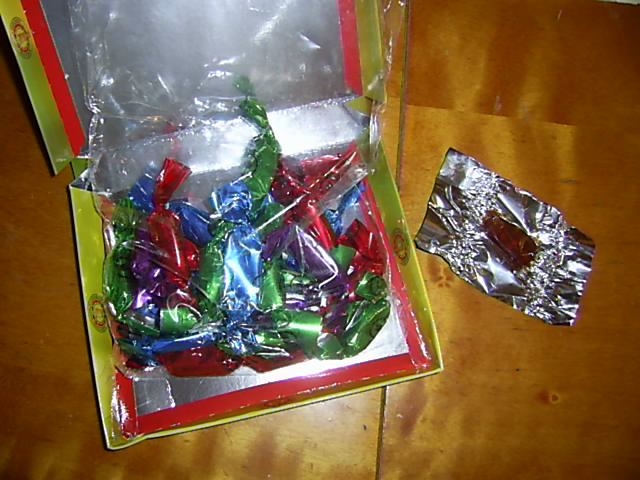
Caramelo tradicional turco Mesir Macunu

Mesir Macunu es un dulce turco tradicional que se cree que tiene efectos terapéuticos . La pasta de Mesir se produjo por primera vez como medicina durante el período otomano, luego se convirtió en una parte importante de las festividades locales en la ciudad de Manisa. Las versiones anteriores de Mesir macunu no eran dulces, sino más bien de sabor picante.
Macun es actualmente una pasta de caramelo dulce de la confitería turca que se originó a partir de preparaciones picantes de Mesir macunu.

## Historia
De acuerdo con la historia sobre los orígenes de la pasta de Mesir; Ayşe Hafsa Sultan, que se convirtió en la esposa de Selim I y la madre de Solimán el Magnífico después de su traslado de Crimea al Harem otomano en el siglo XVI, enfermó gravemente después de la muerte de su marido. Lamentablemente, los médicos no pudieron encontrar una cura por lo que el Sultán Solimán consultó a Merkez Muslihiddin Efendi, director de la escuela teológica perteneciente a la Mezquita de Yavuz Selim. Él ya estaba haciendo medicina usando hierbas y especias para las personas enfermas y construir un pequeño tipo de hospital al lado de la escuela. Después de recibir la carta de Solimán sobre su madre enferma, mezcló 41 tipos diferentes de plantas y especias para formar una pasta medicinal y la envió al palacio. Cuando  Ayşe Hafsa Sultan tomó esta pasta, se recuperó y quiso compartir esta medicina milagrosa con otros. A medida que aumentaban las solicitudes de la gente, el sultán le dijo a Merkez Efendi que distribuyera la pasta a la gente cada año en una especie de festival. Para esto, seleccionó el 22 de marzo porque simbolizaba el comienzo de la primavera y las cimas de las cúpulas y minaretes de la mezquita del sultán fueron elegidos para su lanzamiento al pueblo. La celebración del Mesir comenzó de esta manera alrededor de 1527-1528. Desde entonces, cada año alrededor del 21 de marzo, lo que se conoce como el festival de primavera Nevroz, miles de personas se reúnen frente a la mezquita del sultán para tomar la pasta de Mesir envuelta en papel y arrojada desde la azotea de las mezquitas. En 2009, debido a las elecciones municipales locales en todo el país, el 469 Festival Internacional Mesir Macun se pospuso y se celebró el 26 de abril. Mientras tanto, en 2010, la 470 edición se celebró entre el 21 y el 28 de marzo.
El festival o festividad del Mesir macunu fue declarado Patrimonio Inmaterial de la Humanidad e inscrito por la UNESCO en la lista el 2012.

## Hierbas y especias usadas
A continuación se muestra una lista de las especias y hierbas utilizadas en la fabricación de la Pasta Mesir, junto con sus nombres en turco y en latín:
- Yeni baha (Pimenta dioica)
- Havlican koku (Alpina officinarium)
- Anason (Pimpinella anisum)
- Corek otu (Nigella sativa)
- Kara halile (Terminalia nigra)
- Karabiber (Piper nigrum)
- Topalak or Akdiken (Nerprun alaterne)
- Kakule (Elettaria cardamomum)
- Hiyarsenbe (Cassia)
- Kara halile (Terminalia chebula)
- Cop-i cini (Smilax china)
- Tarcin Cinnamomum verum)
- Karanfil (Syzygium aromaticum)
- Hindistan ceviz (Cocos nucifera)
- Kisnis (Coriandum sativum)
- Kebabe (Cubebae fructus)
- Kimyon (Cuminum cyminum)
- Portakal cicegi (piel de naranja)
- Rezene (Foeniculum vulgare)
- Havlican (Alpinia officinarum)
- Zencefil (Zingibar officinalis)
- Iksir sugar (Iksir sekeri)
- India blossom (Hindistan cicegi)
- Kuyruklu biber (Piper cubeba)
- Meyan bali (Glycyrrhiza uralensis fisch)
- Meyan koku) (Glycyrrhiza glabra)
- Cam sakizi (Mastichum)
- Hintdarisi (Cenchrus americanus)
- Murrusafi (Commiphora molmol)
- Sumbul (Adoxa moschatellina)
- Hardal tohumu (Brassica nigra)
- Portakal kabugu (piel de naranja)
- Ravend (Rheum palmatum)
- Safran (Crocus sativus))
- Limon tuzu (piel de limón)
- Sinameki (Cassia senna)
- Zerdecal (Curcuma domestica)
- Udulkahr (Udulkahir)
- Vanilya (Vanilla planifolia)
- Civit (Isatis)
- Sari halile (Fructus myrobalani)